# Narcissus incurvicervicus
Narcissus incurvicervicus är en amaryllisväxtart som beskrevs av Alfredo Barra och Ginés Alejandro López González. Narcissus incurvicervicus ingår i släktet narcisser, och familjen amaryllisväxter.
Artens utbredningsområde är Spanien. Inga underarter finns listade i Catalogue of Life.